# Planiplax sanguiniventris
Planiplax sanguiniventris – gatunek ważki z rodziny ważkowatych (Libellulidae). Występuje na terenie Ameryki Środkowej.